# (3751) Kiang
(3751) Kiang tout d'abord nommé 1983 NK est un astéroïde de la ceinture principale découvert le 10 juillet 1983 par E. Bowell à Flagstaff (AM).
Il se situe à 3,1473955 UA du Soleil et a un diamètre de 21,56 km.

## Compléments